# وليام لارنيد
وليام لارنيد (بالإنجليزية: William Larned)‏ كان لاعب كرة مضرب أمريكي بدأ مسيرته كمحترف سنة 1890 وكان يلعب باليد اليمنى، اعتزل اللعب في 1911. كما أنه أحد أبطال الجراند سلام. أعلى تصنيف له في الفردي كان المركز الـ 1 في سنة 1901.

## النهائيات

### الفردي: 9 (الألقاب 7, الوصافة 2)
| النتيجة | السنة | البطولة                     | الأرضية | المنافس         | النتيجة                 |
| ------- | ----- | --------------------------- | ------- | --------------- | ----------------------- |
| الوصافة | 1900  | بطولة أمريكا المفتوحة للتنس | عشبية   | مالكولم ويتمان  | 4–6, 6–1, 2–6, 2–6      |
| الفوز   | 1901  | بطولة أمريكا المفتوحة للتنس | عشبية   | بيلز رايت       | 6–2, 6–8, 6–4, 6–4      |
| الفوز   | 1902  | بطولة أمريكا المفتوحة للتنس | عشبية   | ريجنالد دوهرتي  | 4–6, 6–2, 6–4, 8–6      |
| الوصافة | 1903  | بطولة أمريكا المفتوحة للتنس | عشبية   | لورنس دوهرتي    | 0–6, 3–6, 8–10          |
| الفوز   | 1907  | بطولة أمريكا المفتوحة للتنس | عشبية   | روبرت ليروي     | 6–2, 6–2, 6–4           |
| الفوز   | 1908  | بطولة أمريكا المفتوحة للتنس | عشبية   | بيلز رايت       | 6–1, 6–2, 8–6           |
| الفوز   | 1909  | بطولة أمريكا المفتوحة للتنس | عشبية   | وليام كلوثيير   | 6–1, 6–2, 5–7, 1–6, 6–1 |
| الفوز   | 1910  | بطولة أمريكا المفتوحة للتنس | عشبية   | توم بندي        | 6–1, 5–7, 6–0, 6–8, 6–1 |
| الفوز   | 1911  | بطولة أمريكا المفتوحة للتنس | عشبية   | موريس ماكلوغلين | 6–4, 6–4, 6–2           |

## روابط خارجية
- وليام لارنيد على موقع رابطة محترفي التنس (الإنجليزية)
- وليام لارنيد على موقع الاتحاد الدولي لكرة المضرب (الإنجليزية)
- وليام لارنيد على موقع كأس ديفيز (الإنجليزية)
- وليام لارنيد على موقع قاعة مشاهير كرة المضرب الدولية (الإنجليزية)
- وليام لارنيد على موقع أرشيف التنس.كوم (الإنجليزية)
- وليام لارنيد على موقع خلاصة التنس.كوم (الإنجليزية)